# Forces de transmissions russes
Les troupes de transmissions (en russe : Войска связи Российской Федерации, « troupes de transmission de la fédération de Russie ») sont une composante présente dans les trois branches des Forces armées russes : les forces terrestres russes, la flotte maritime militaire et les forces aérospatiales.
Les traditions de ces troupes remontent aux détachements télégraphistes (Телеграфные войска) du XIXe siècle, puis les radiotéléphonistes du XXe siècle. Actuellement, les troupes de transmissions ont la charge des communications, fournissant notamment une unité auprès de l'état-major de chaque grande unité ; leur importance est renforcée par les gigantesques dimensions du territoire russe. La spécialisation du personnel est confiée à l'Académie militaire des transmissions Semion Boudienny (Военная академия связи имени С. М. Будённого), située à Saint-Pétersbourg.

## Unités
Chaque district militaire et armée dispose d'une brigade de transmissions (dite « de commandement »), chaque division et brigade (de fusiliers motorisés ou de chars) d'un bataillon de transmissions.
- 14e centre de communication de l'ordre de Joukov, unité n° 25801, à Moscou (pour l'État-major général) ;
  - centre de communication mobile, no 25801-V, à Tchekhov dans l'oblast de Moscou (PC de campagne du Genchtab) ;
- 1re brigade de commandement[2] Sebastopolskaïa (« de Sébastopol », reprise en mai 1944), no 55338, à Sertolovo dans l'oblast de Léningrad (district militaire ouest) ;
- 9e brigade de commandement de la Garde Lvovsko-Berlinskaïa (« de Lvov et de Berlin », évocation de l'offensive Lvov-Sandomir en juillet 1944 et de la bataille de Berlin en avril 1945) des ordres de Bogdan Khmelnitski, d'Alexandre Nevski et de l'Étoile rouge, no 31895, à Voronej (20e armée) ;
- 24e brigade de transmissions (haut-commandement suprême) ;
- 34e brigade de commandement, no 29202, à Vladikavkaz en Ossétie du Nord (58e armée) ;
- 35e brigade de commandement Tallinnskaïa (« de Tallinn », reprise en septembre 1944) et de l'ordre de l'Étoile rouge, no 57849, à Kotcheniovo dans l'oblast de Novossibirsk (41e armée) ;
- 38e brigade de transmissions de la Garde, no 54164, à Medveji Oziora dans l'oblast de Moscou (troupes aéroportées) ;
- 54e brigade de commandement de l'ordre de l'Étoile rouge, no 53790, à Belogorsk (35e armée) ;
- 59e brigade de commandement de la Garde Sivashskaïa (« de Syvach », référence au bras de mer franchi lors de l'offensive de Crimée en 1944) et de l'ordre du Drapeau rouge, no 28331, à Verkhniaïa Pychma Iekaterinbourg (district militaire central) ;
- 60e brigade de commandement, no 76736, à Selïatino près de Naro-Fominsk et Odintsovo (1er armée de chars) ;
- 66e brigade de commandement Odesskaïa (« d'Odessa », reprise en avril 1944) des ordres du Drapeau rouge et d'Alexandre Nevski, no 41600, à Afipskïi près de Krasnodar (49e armée) ;
- 75e brigade de commandement, no 01229, à Oulan-Oudé en Bouriatie (36e armée) ;
- 80e brigade de commandement Vitebskaïa (« de Vitebsk », reprise en juin 1944 lors de l'offensive Vitebsk-Orcha) des ordres du Drapeau rouge et d'Alexandre Nevski, no 19288, à Oussouriïsk dans le kraï du Primorié (5e armée) ;
- 91e brigade de commandement Keletskaïe (« de Keltse », lors de l'offensive Vistule-Oder en janvier 1945) des ordres d'Alexandre Nevski et de l'Étoile rouge, no 59292, à Samara (2e armée) ;
- 95e brigade de commandement Leningradskaïa (« de Léningrad », assiégée de septembre 1941 à janvier 1944) ordre du Drapeau rouge nommée d'après le 50e anniversaire de l'URSS, no 13821, à Saint-Pétersbourg (6e armée) ;
- 101e brigade de commandement Khinganskaïa (« du Khingan », franchit lors de l'offensive de Mandchourie août 1945), no 38151, à Tchita dans le kraï de Transbaïkalie (29e armée) ;
- 104e brigade de commandement Kluzhskaïa (« de Cluj », référence à la bataille de Debrecen en octobre 1944) des ordres de Souvorov et de Koutouzov, no 16788, à Khabarovsk (district militaire est) ;
- 106e brigade de commandement, à Dalneretchensk dans le kraï du Primorié ;
- 132e brigade de transmissions Constanskaïa, no 28916, à Agalatovo dans l'oblast de Léningrad (6e armée) ;
- 133e bataillon de commandement, à Novotcherkassk dans l'oblast de Rostov (8e armée) ;
- 175e brigade de commandement Luninetsko-Pinskaïa (« de Louninets et de Pinsk », reprises lors de l'opération Bagration en 1944) des ordres de l'Étoile rouge en double et d'Alexandre Nevski, no 01957, à Aksaï dans l'oblast de Rostov (district militaire sud) ;
- 176e brigade de commandement, no 71609, à Novotcherkassk dans l'oblast de Rostov ;
- 179e brigade de commandement, no 40566, à Verkhniaïa Pychma près d'Iekaterinbourg (district militaire central).